# Phoenix Group
Phoenix Group Holdings — британская страховая компания, одна из крупнейших в мире. Специализируется на пенсионном страховании, обслуживая около 14 млн клиентов. Работает под брендами Phoenix Life, Sun life, Standard Life, ReAssure. Основными рынками для неё являются Великобритания, Ирландия и Германия. В списке Forbes Global 2000 за 2021 год компания заняла 432-е место (92-е по активам, 339-е по размеру выручки, 661-е по чистой прибыли, 1638-е по рыночной капитализации).
Крупными акционерами являются Standard Life Aberdeen (16,85 % акций), MS&AD Insurance Group (14,49 %), Swiss Re (13,25 %) и BlackRock (5,12 %).

## История
Phoenix Group (Группа Феникс) является продуктом слияния ряда британских страховых компаний, старейшая из них, Phoenix Assurance, была основана в 1782 году, за ней последовали London Life в 1806 году, National Provident Institution в 1835 году, Pearl Life Assurance Loan and Investment Company в 1864 году, British Workman’s Association (Britannic Assurance) в 1866 году.
Основной компанией была Pearl Life Assurance, с 1990 по 2003 год она входила в состав австралийской финансовой группы AMP Limited, в 2003 году вместе с другими британскими составляющими группы была выделена в Henderson Group. В 2005 году вышла из состава Henderson под названием Pearl Group. В 2008 году поглотила страховую компанию Resolution Life, включавшую Phoenix Assurance, и в 2010 году изменила своё название на Phoenix Group.
В 2016 году была куплена страховая компания Abbey Life, а также принадлежавшая AXA Sun life. В 2018 году был куплен страховой бизнес компании Standard Life Aberdeen. В 2020 году была куплена компания ReAssure, входившая в состав Swiss Re.

## Деятельность
Из выручки 22,2 млрд фунтов за 2020 год страховые премии составили 4,71 млрд фунтов, инвестиционный доход — 16,9 млрд. Страховые выплаты составили 7,81 млрд фунтов. Активы на конец года составили 334,3 млрд фунтов, из них 298,8 млрд пришлось на инвестиции, в том числе облигации — 109,5 млрд, акции компаний — 82,6 млрд.
Основные подразделения:
- UK Heritage — обслуживание закрытых страховых и пенсионных фондов в Великобритании (прекративших продажу новых полисов, но работающих со страрыми полисами); выручка 668 млн фунтов.
- UK Open — распространение и обслуживание полисов страхования жизни в Великобритании; выручка 2,6 млрд фунтов.
- Europe — открытые и закрытые страховые фонды в Ирландии и Германии; выручка 1,24 млрд фунтов.
- ReAssure — купленная в 2020 году у Swiss Re дочерняя компания по управлению закрытыми страховыми фондами; выручка 182 млн фунтов.
- Management Services — услуги по управлению страховыми фондами; выручка 737 млн фунтов.

| Год                 | 2009  | 2010  | 2011   | 2012  | 2013  | 2014  | 2015  | 2016   | 2017   | 2018   | 2019  | 2020  |
| ------------------- | ----- | ----- | ------ | ----- | ----- | ----- | ----- | ------ | ------ | ------ | ----- | ----- |
| Оборот              | 1,714 | 7,543 | 6,490  | 1,187 | 4,272 | 5,330 | 0,692 | 7,445  | 6,105  | -6,873 | 29,16 | 22,22 |
| Чистая прибыль      | 0,135 | 0,080 | -0,098 | 0,409 | 0,207 | 0,406 | 0,249 | -0,100 | -0,027 | 0,410  | 0,116 | 0,834 |
| Активы              | 76,94 | 83,56 | 89,50  | 86,09 | 74,47 | 68,80 | 64,51 | 86,00  | 83,44  | 230,0  | 242,7 | 334,3 |
| Собственный капитал | 2,140 | 2,300 | 2,366  | 2,382 | 2,687 | 3,278 | 3,004 | 3,333  | 3,155  | 5,949  | 5,593 | 7,872 |